# Poll del pubis
El poll del pubis, cabra o lladella (Pthirus pubis) és una espècie d'insecte ftiràpter de la família Pthiridae, ectoparàsit dels éssers humans i és molt comú al món. S'estima que afecta del 2% al 10% de la població mundial.
Fa d'1 a 3 mm de llargada. Es transmet amb molta facilitat, sobretot mitjançant el contacte de persona a persona o amb tovalloles, llençols o mantes infestats. Normalment parasita la zona genital, preferentment entre el pèl púbic, però també pot afectar altres parts del cos amb pèls i fins a les parpelles.
Tenen tres fases: la llémena (l'ou), la nimfa (insecte en fase jove), i la lladella adulta.
Les cabres, com les xinxes, polls i puces, tendeixen a desaparèixer durant temps de pau i abundància. Tornen a aparèixer, però, en els temps difícils de guerres i crisis a causa principalment de l'augment de la pobresa i d'una reducció en els nivells d'higiene.

## Contagi

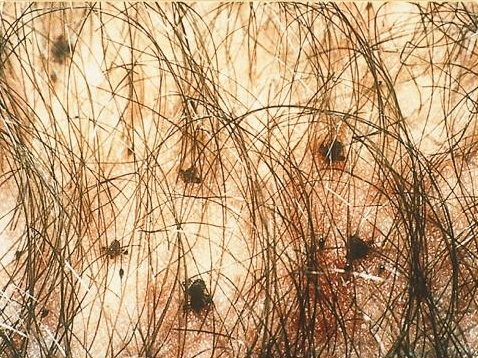
Cabres a la zona de la vulva.

La transmissió es realitza sovint per contacte sexual, encara que també pot succeir a través de peces de roba, tovalloles, etc. que han estat en contacte amb algun portador. A més de la regió púbica (on la infecció s'anomena pediculosis pubis), també poden situar-se als cabells, a les aixelles i al borrissol corporal (de l'abdomen, de les cames i els braços, per exemple), i també a les celles i les pestanyes (en aquest últim cas s'anomena pediculosis ciliaris). Els seus ous (les llémenes) poden veure's en forma de petits punts blancs enganxats al pèl a prop de la pell. El període d'incubació dels ous és de sis a vuit dies. En altres idiomes se sol denominar literalment "poll del pubis". A diferència del poll del cap, són molt lentes movent-se, avançant cada dia aproximadament un centímetre.
S'estima que hi ha més d'1 milió de casos cada any. No obstant això, les persones que tenen més companys de relacions sexuals corren un risc més alt de contreure lladelles.

## Símptomes
Les lladelles s'alimenten de sang com a mínim dues vegades al dia, cosa que ocasiona una pruïja molt molesta que pot fer que l'infectat es grati provocant irritació i infecció de la pell. Cada cinc dies aproximadament, la femella posa entre deu i quinze ous blancs (llémenes), que triguen una setmana a incubar. Cada dia es poden moure aproximadament un centímetre. A la roba interior solen aparèixer unes taques de color marró/vermellós a causa de les petites gotes de sang de les picades.
En alguns individus, la infestació és asimptomàtica o es manifesta de forma subtil, pel que poden transmetre el paràsit sense saber que el tenen.

## Tractament
Es comercialitzen cremes, xampús i locions que contenen hexaclorur de benzè gamma o permetrina i que són igualment eficaços mentre es facin servir correctament. Tot i que el paràsit viu poc temps separat del cos, és convenient canviar qualsevol llençol, tovallola o roba emprades, per tal d'evitar la reinfestació.
Als subjectes diagnosticats de lladelles, se'ls recomana comentar la seva infestació amb les seves parelles sexuals per tal de frenar epidèmies.
La reinfestació és possible, ja que una vegada que les lladelles han estat separades del cos, poden sobreviure fins a 24 hores, mentre que els ous (les llémenes) fins a sis dies, per això una vegada curat s'ha de repetir el tractament de 7 a 10 dies després per eliminar els ous que hagin quedat, ja que en 7 a 10 dies es converteixen en nimfes (fase jove de la lladella), per això s'ha de desinfectar una setmana després de la primera neteja.

## Prevenció
Els preservatius no detenen el contagi de polls púbics, la forma de prevenció és assegurar que el company de relacions sexuals no tingui lladelles. El paràsit és capaç de viure unes 24 hores sense contacte amb el cos humà, però els ous triguen una setmana a desenvolupar-se i néixer. Per evitar el contagi, és convenient no utilitzar roba, tovalloles o llençols sense netejar d'altres persones.

## Origen
Un recent estudi genètic postula que la lladella es relaciona amb el poll endèmic del goril·la, Pthirus gorillae, i que va poder haver passat als homínids primerencs des dels ancestres dels goril·les, fa milions d'anys. Fins ara es pensava que havien divergit en el mateix humà.